# 茨城県道308号羽黒停車場線

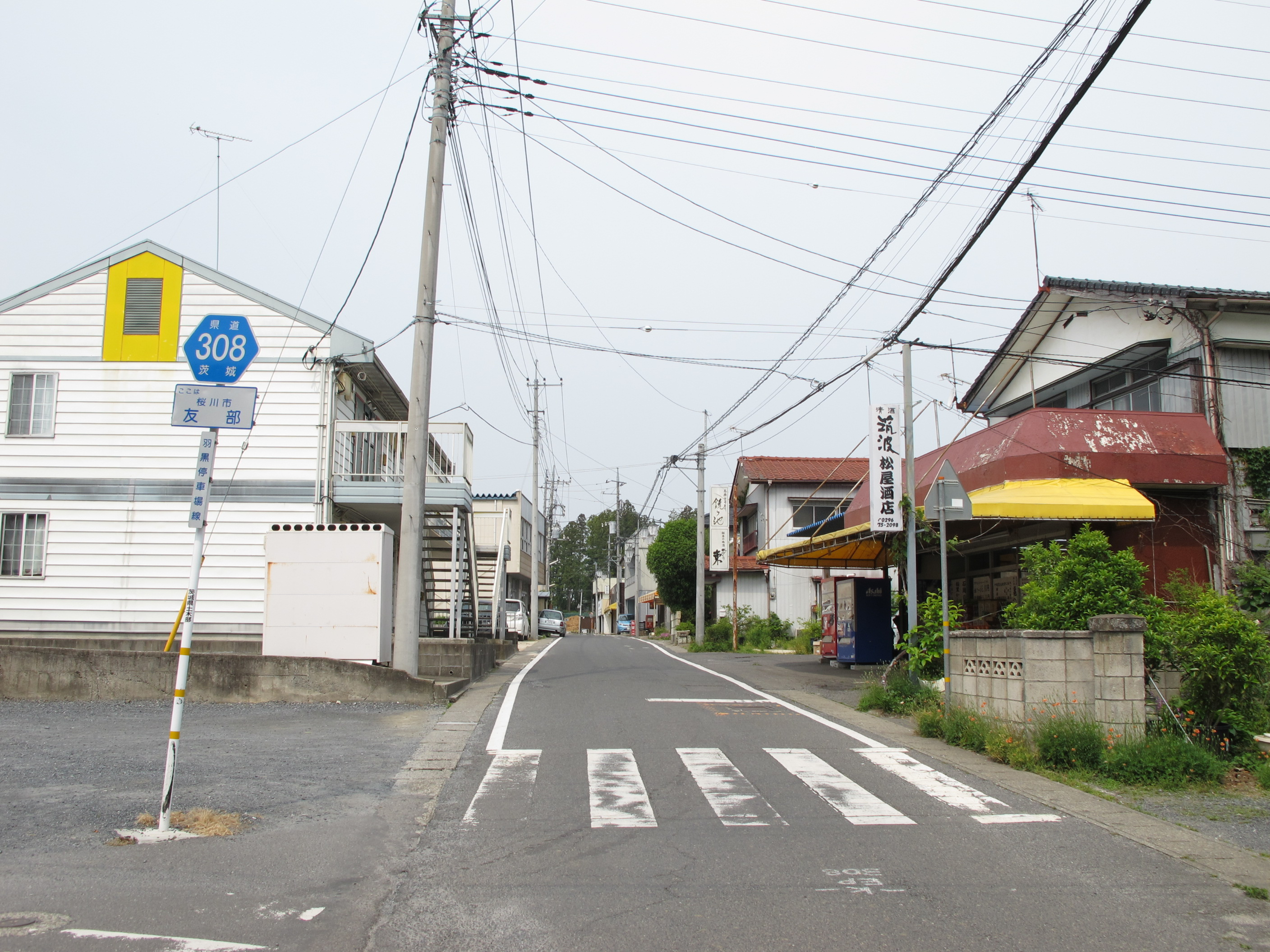
茨城県道308号羽黒停車場線
桜川市友部（2014年5月）

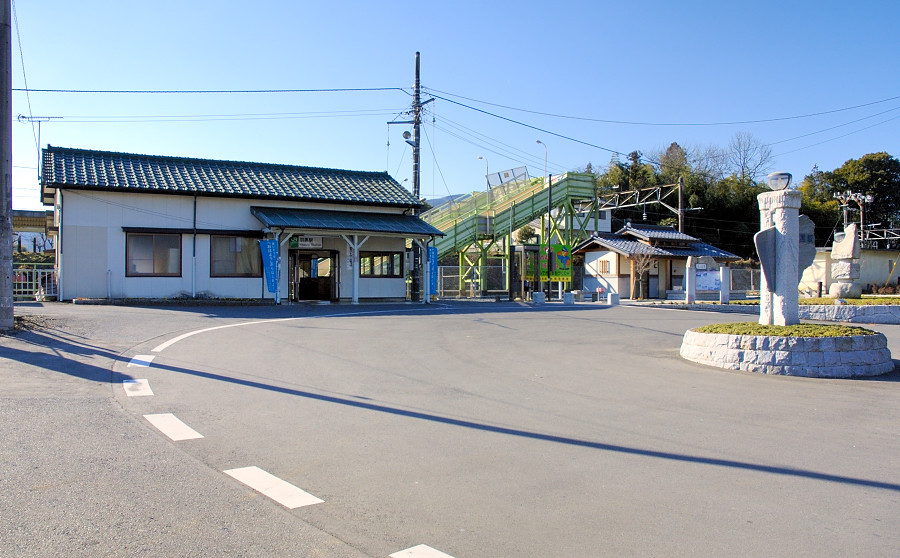
起点付近（羽黒駅）

茨城県道308号羽黒停車場線（いばらきけんどう308ごう はぐろていしゃじょうせん）は、茨城県桜川市内を通る県道で、JR水戸線羽黒駅と接続するための道路である。

## 概要
JR羽黒駅から茨城県道140号西小塙石岡線まで東西に結ぶ延長約0.2km足らずの鉄道駅（停車場）と連絡する一般県道である。羽黒駅と接続する連絡道路としては、
駅前ロータリーから真っ直ぐ北へ伸びて国道50号に接続する市道がその主役を担っており、市道よりも道路幅の狭い本路線は、その役割は十分果たしておらず、駅前住宅地の生活道路といった様相である。

### 路線データ
- 起点：桜川市西小塙（羽黒駅）[1]
- 終点：桜川市西小塙（茨城県道140号西小塙石岡線交点）[1]
- 総延長：172 m[2]
- 重用延長：なし[2]
- 未供用延長：なし[2]
- 実延長：172 m[2]
- 自動車交通不能区間延長[注釈 1]：なし[2]

## 歴史
1959年（昭和34年）10月14日、新たな県道として西茨城郡岩瀬町大字西小塙の羽黒停車場を起点とし、県道西小塙石岡線交点を終点とする区間を本路線とする県道羽黒停車場線として茨城県が県道路線認定した。
1995年（平成7年）に整理番号308となり現在に至る。

### 年表
- 1904年（明治37年）4月1日：羽黒駅が開業する。
- 1923年（大正12年）4月1日：現在の路線の前身である羽黒停車場友部線が路線認定される。
- 1959年（昭和34年）10月14日
現在の路線が路線認定される（図面対象番号272）[3]。道路の区域は、西茨城郡岩瀬町大字西小塙の羽黒停車場から西茨城郡岩瀬町大字西小塙の県道西小塙石岡線交点までと決定された[1]。
- 1995年（平成7年）3月30日：整理番号が整理番号328から現在の番号（整理番号308）に変更される[4]。

## 地理

### 通過する自治体
- 茨城県桜川市

### 交差する道路
- 茨城県道140号西小塙石岡線（終点）

### 沿線
- JR水戸線 羽黒駅